# Алтер-ду-Шан
Алте́р-ду-Ша́н (порт. Alter do Chão; МФА: [aɫ.ˈteɾ du ˈʃɐ̃w]) — муніципалітет і містечко в Португалії, в окрузі Порталегре. Розташований у східній частині країни, на теренах історичної португальської провінції Алентежу. Належить до Порталегрівсько-Каштелу-Бранківської діоцезії Католицької церкви в Португалії. Права міського самоврядування має з 1232 року. Поділяється на 4 парафії. За адміністративним поділом, чинним до 1976 року, був складовою провінції Верхнє Алентежу. Площа муніципалітету — 362,07 км², населення муніципалітету — 3562 ос. (2011); густота населення — 9,84 осіб/км²
. Патрон — Діва Марія. Святковий день муніципалітету — 1-й четвер після Вознесіння. Поштовий індекс — 7440.  Код місцевої адміністративної одиниці — 1201. Складова статистичного регіону Алентежу.

## Географія
Алтер-ду-Шан розташований на сході Португалії, в центрі округу Порталегре.
Алтер-ду-Шан межує на півночі з муніципалітетом Крату, на північному сході — з муніципалітетом Порталегре, на південному сході — з муніципалітетом Монфорте, на півдні — з муніципалітетом Фронтейра, на південному заході — з муніципалітетом Авіш, на заході — з муніципалітетом Понте-де-Сор.

## Історія
1232 року португальський король Саншу II надав Алтер-ду-Шану форал, яким визнав за поселенням статус містечка та муніципальні самоврядні права.

## Населення
| Кількість мешканців | Кількість мешканців | Кількість мешканців | Кількість мешканців | Кількість мешканців | Кількість мешканців | Кількість мешканців | Кількість мешканців | Кількість мешканців | Кількість мешканців | Кількість мешканців | Кількість мешканців | Кількість мешканців | Кількість мешканців | Кількість мешканців | Кількість мешканців |
| ------------------- | ------------------- | ------------------- | ------------------- | ------------------- | ------------------- | ------------------- | ------------------- | ------------------- | ------------------- | ------------------- | ------------------- | ------------------- | ------------------- | ------------------- | ------------------- |
| 1864                | 1878                | 1890                | 1900                | 1911                | 1920                | 1930                | 1940                | 1950                | 1960                | 1970                | 1981                | 1991                | 2001                | 2011                |                     |
| 4 238               | 4 372               | 5 432               | 6 205               | 7 326               | 7 610               | 8 131               | 9 328               | 9 552               | 8 383               | 5 695               | 4 963               | 4 441               | 3 938               | 3 562               |                     |